# Nick Winter
Nick Winter (anglès: Anthony William «Nick» Winter)  (Nova Gal·les del Sud, 25 d'agost de 1894 - Pagewood, 6 de maig de 1955) va ser un atleta australià, especialista en triple salt, que va competir en els anys posteriors a la Primera Guerra Mundial.
El 1924 va prendre part en els Jocs Olímpics de París, on va disputar la prova del triple salt del programa d'atletisme. En ella guanyà la medalla d'or, tot establint un nou rècord del món de l'especialitat amb un salt de 15m 525cm. Aquest rècord fou vigent fins a 1931, quan fou millorat pel japonès Mikio Oda.
Quatre anys més tard, als Jocs d'Amsterdam, va disputar novament la prova del triple salt del programa d'atletisme, però quedà eliminat en sèries.
En el seu palmarès també destaca un campionat nacional de triple salt: el 1930, primer any que es disputà.

## Millors marques
- triple salt. 15m 52cm (1924)[1][3]